# Galerucinae
Galerucinae zijn een onderfamilie van kevers uit de familie bladkevers (Chrysomelidae).

## Tribus
De volgende geslachtengroepen zijn bij de onderfamilie ingedeeld:
- Alticini Newman, 1834
- Decarthrocerini Laboissière, 1937
- Galerucini Latreille, 1802
- Hylaspini Chapuis, 1875
- Luperini Gistel, 1848
- Metacyclini Chapuis, 1875
- Oidini Laboissière, 1921 (1875)